# Никольский сельсовет (Знаменский район)
Никольский сельсовет — муниципальное образование со статусом сельского поселения в Знаменском районе Тамбовской области.
Административный центр — село Никольское.

## История
В соответствии с Законом Тамбовской области от 17 сентября 2004 года № 232-З установлены границы муниципального образования и статус сельсовета как сельского поселения.

## Население
| 2010 | 2012  | 2013  | 2014  | 2015  | 2016  | 2017  |
| ---- | ----- | ----- | ----- | ----- | ----- | ----- |
| 1135 | ↘1087 | ↘1077 | ↘1041 | ↘1019 | ↘1004 | ↗1005 |
| 2018 | 2019  | 2020  | 2021  |       |       |       |
| ↘990 | ↘976  | ↘950  | ↘872  |       |       |       |

## Состав сельского поселения
| № | Населённый пункт | Тип населённого пункта       | Население |
| - | ---------------- | ---------------------------- | --------- |
| 1 | Никольское       | село, административный центр | ↘872      |